# Чеса (церемония)
Чеса (кор. 제사) — церемония, проводящаяся в большинстве корейских семей, исповедующих буддизм, католицизм, а также нерелигиозных; протестанты обычно воздерживаются от её проведения. Основная цель чесы — почтить память предков.
С начала XVIII века и вплоть до 1939 года церковь запрещала католикам проводить ритуалы поклонения предкам, запрет был наложен Климентом XI после богословских споров. Папа Пий XII снял запрет, однако многие корейцы в США, в особенности протестанты, не практикуют чесу.

## Разновидности
Под термином «чеса» объединяют разнообразные церемонии: киджеса (кор. 기제사?, 忌祭祀?, ежегодная мемориальная церемония в день смерти предков вплоть до пятого поколения), чхаре (кор. 차례?, 茶禮?, церемонии в день Нового года и чхусока), сонмё (кор. 성묘?, 省墓?, церемонии, которые проводят перед могилами предков перед чхусоком и Новым годом), мёса (кор. 묘사?, 墓祀?, ритуалы, проводимые на могилах в десятый лунный месяц).
Все церемонии такого рода можно разделить на три разновидности:
1. чхаре (кор. 차례?, 茶禮?) — церемонии с чайной церемонией, проводимые 4 раза в год на крупные праздники;
2. кидже (кор. 기제?, 忌祭?, также киджеса) — домашние церемонии в ночь перед годовщиной смерти предка;
3. сидже (кор. 시제?, 時祭?; также сасидже) — сезонные ритуалы, проводимые в честь дальних предков в пределах 5 поколений на десятый лунный месяц.

## Процесс

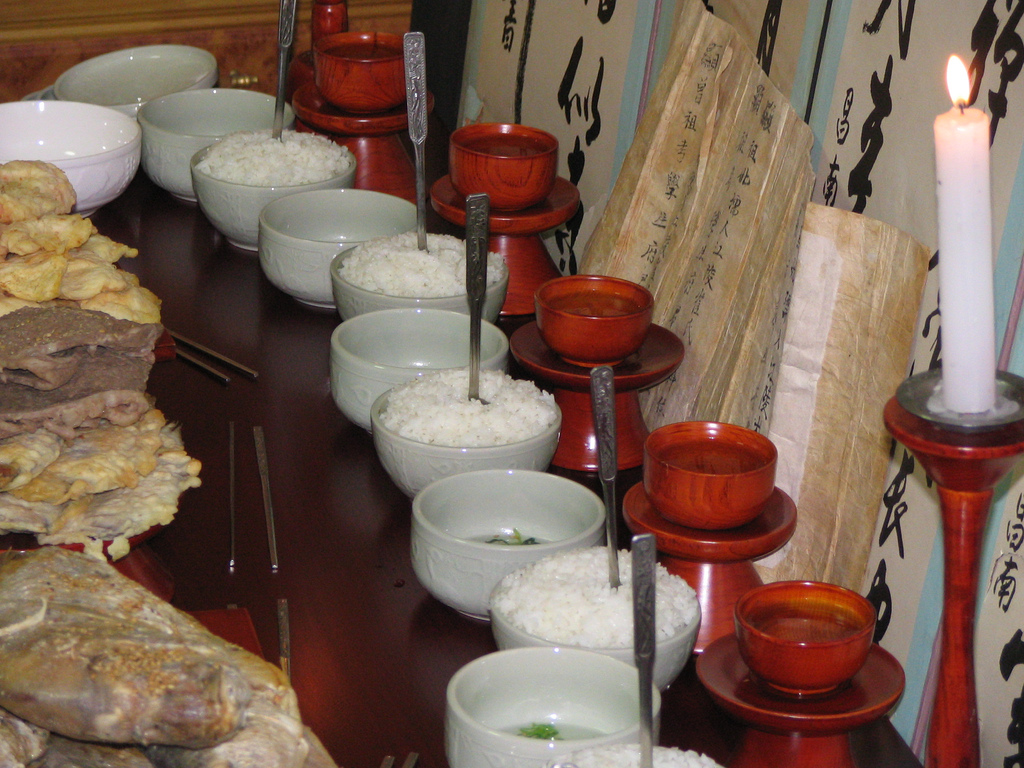
Стол для чесы — чесасан

Проводить чесу по традиции должна семья старшего сына умершего, либо семья старшего внука (старшего сына старшего сына, вне зависимости от действительного соотношения возрастов внуков). В современных семьях ритуал может проводить любой потомок, в том числе дочь или младший сын. К чесе заготавливают вино, суп из таро, говядину, рыбу, три разноцветных овоща, различные фрукты, тток и другие сладости, в особенности любимые умершим при жизни. Синви (кор. 신위?, 神位?), поминальная табличка, символизирующая присутствие духа, ставится в центр стола.
После полуночи или вечером перед годовщиной смерти потомки устанавливают ширму, столик «чесасан», на котором в определённом порядке выкладывают блюда в небольших мисках. На западной стороне столика должны находиться рис, мясо и белые фрукты; на восточной — супы, рыба и красные фрукты. Ближайший к ширме ряд блюд включает рис и супы, за ними следуют овощи; в середину помещают мясо и рыбу, а ближайший к присутствующим ряд занимают фрукты. Индивидуальные подношения мужчинам-предкам помещают на западную сторону, женщинам — на восточную. По краям стола устанавливают по свече, а в центр помещают курильницу.
Типичная церемония включает следующие элементы
1. кансин (кор. 강신?, 降神?) — призывания духов предков;
2. чхохон (кор. 초헌?, 初獻?, «первое подношение») — подношение рисового алкоголя от старшего потомка и его жены, после которого они совершают традиционные поклоны;
3. ахон (кор. 아헌?, 亞獻?, «второе подношение») — аналогичное подношение от вторых по старшинству потомков и мужей женщин, приходящихся усопшим дочерьми или внучками;
4. чонхон (кор. 종헌?, 終獻?, «последнее подношение») — аналогичное подношение от третьего поколения потомков;
5. сапси (кор. 삽시?, 揷匙?, «втыкание ложки») — старший потомок мужского пола втыкает ложку в центр миски с рисом;
6. юсик (кор. 유식?, 侑食?) — участники церемонии выходят за двери помещения с чесасаном, чтобы позволить предкам поесть (эта фаза называется «хапмун», кор. 합문?, 闔門?). Затем старший потомок трижды кашляет и все возвращаются в комнату («кемун» кор. 계문?, 啟門?);
7. хонда (кор. 헌다?, 献茶?, «подношение чая») — для предков заваривают напиток из жареного риса;
8. чхольсан (кор. 철상?, 撤床?, «убирание стола») — присутствующие дважды совершают поклон, после чего духи удаляются от стола ещё на год. Подношения убирают со стола, а предварительно написанную на бумаге молитву сжигают;
9. ымбок (кор. 음복?, 飮福?) — присутствующие разделяют подношения между собой и едят их; считается, что с употреблением церемониальной еды на семью спускается благодать.

Еду с алтаря могут дарить соседям и друзьям, выполняя буддийский ритуал сисик, вид пуньи; вместе с чтением сутр сисик должен помочь духу умершего попасть в сукхавати.